# Hofkirche (Innsbruck)

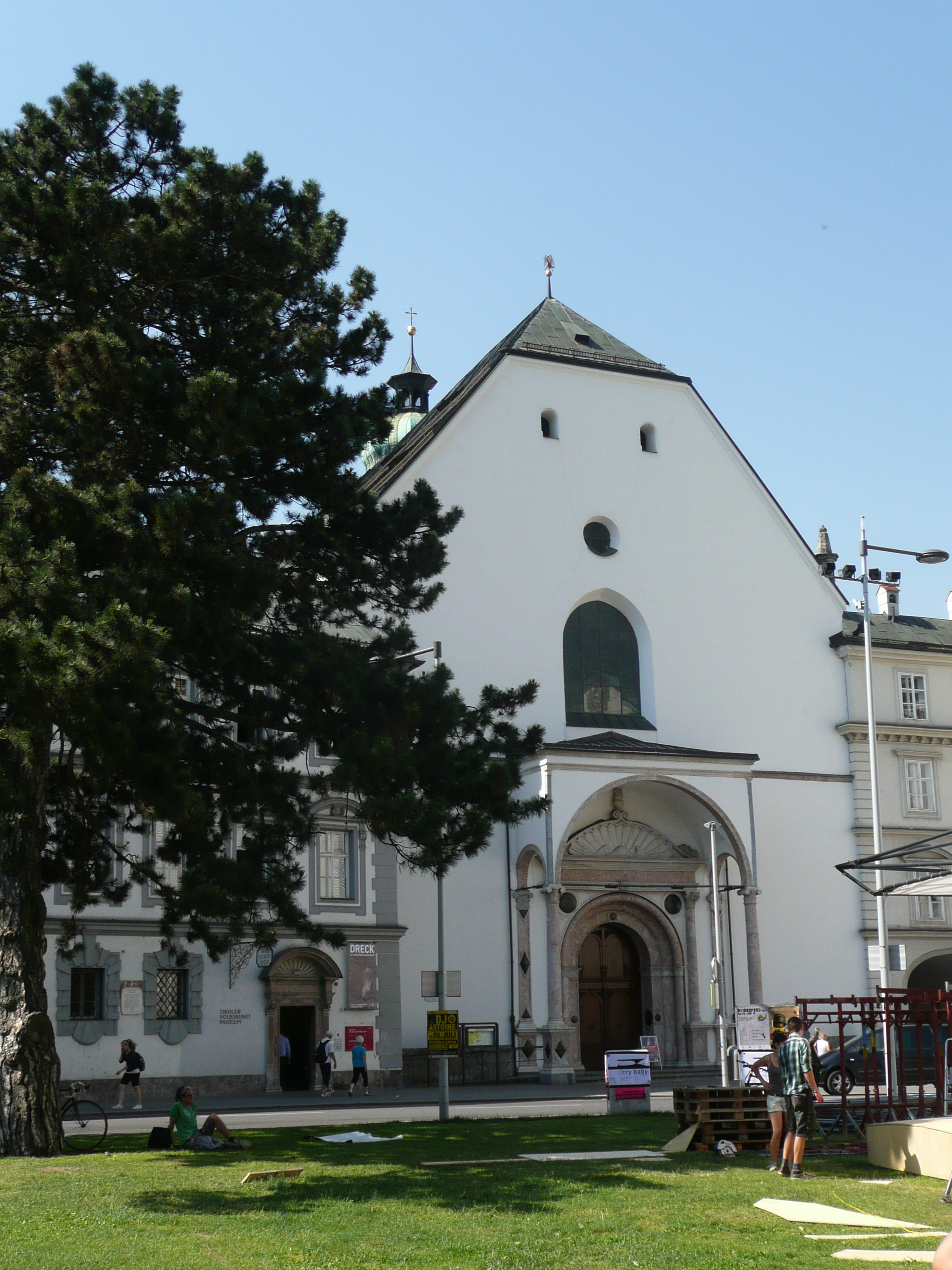
Hofkirche in Innsbruck

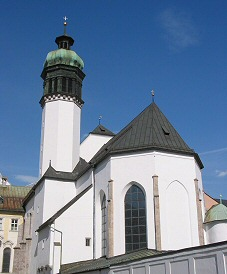
Hofkirche in Innsbruck

Die römisch-katholische Hofkirche liegt im Zentrum von Innsbruck, am Rand der Altstadt. Sie wird auch Franziskanerkirche oder Schwarzmander-Kirche (Schwarzmander = schwarze Männer) genannt. Sie wurde in den Jahren 1553 bis 1563 als Aufstellungsort für das Grabmal Kaiser Maximilians I. erbaut. Der 1519 verstorbene Monarch  hatte sich allerdings in der Burg von Wiener Neustadt begraben lassen. Die Hofkirche ist mit dem Tiroler Volkskunstmuseum verbunden und eines der fünf Häuser der Tiroler Landesmuseen.

## Geschichte

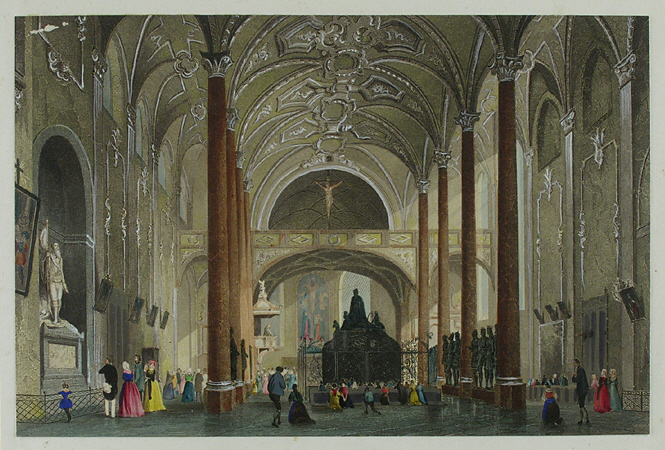
Kolorierter Stich (19. Jh.) des Inneren der Hofkirche

Die Hofkirche und das angrenzende Franziskanerkloster  wurden 1553 bis 1563 unter Maximilians Enkel, Kaiser Ferdinand I. (1503–1564), errichtet und dem Heiligen Kreuz geweiht. Von Beginn an war sie als Aufstellungsort des Prunkgrabmals für Kaiser Maximilian I. geplant.
Die Pläne für die dreischiffige Hallenkirche lieferte der Trienter Architekt Andrea Crivelli. Baumeister war Nikolaus Türing d. J., dessen aus Memmingen stammender Großvater das Goldene Dachl geschaffen hatte, und nach Türings Tod Marx della Bolla. Das Renaissanceportal der Hofkirche wurde von den Steinmetzen Hieronymus de Longhi und Anton del Bon ausgeführt.
Erzherzog Ferdinand II. ließ die Hofkirche neu ausstatten und von 1577 bis 1578 daran anschließend die Silberne Kapelle als Grabkapelle erbauen.
Am 3. November 1655 trat in der Hofkirche nach ihrer Abdankung die frühere schwedische Königin Christina von Schweden öffentlich zum katholischen Glauben über.
Die heute in der Hofkirche erhaltenen Stuckarbeiten stammen zum Großteil vom Ende des 17. Jahrhunderts.
Der Hochaltar wurde 1755 bis 1758 nach einem Entwurf des Wiener Hofarchitekten Nikolaus von Pacassi errichtet. Er wird flankiert von den aus Blei gegossenen Statuen des Hl. Franz von Assisi und der Hl. Theresia von Avila, die 1768 der aus Innsbruck stammende Hofbildhauer Balthasar Ferdinand Moll schuf.

## Ausstattung

### Grabmal Maximilians I.
Der Innenraum der Kirche wird dominiert vom leeren Grabmal Kaiser Maximilians I., um das 28 überlebensgroße Bronzefiguren gruppiert sind.
Das Grabmal wurde von Maximilian I. (1459–1519) bereits zu seinen Lebzeiten für die St. Georgs-Kapelle in der Burg in Wiener Neustadt in Auftrag gegeben, blieb jedoch unvollendet. Erst sein Enkel, Kaiser Ferdinand I., ließ das Prunkgrabmal nach Innsbruck bringen und als Kenotaph in der eigens dafür von ihm erbauten Hofkirche aufstellen. Das Grabmal in seiner heutigen Gestalt wurde erst 1584 unter Erzherzog Ferdinand II. (1529–1595) vollendet.

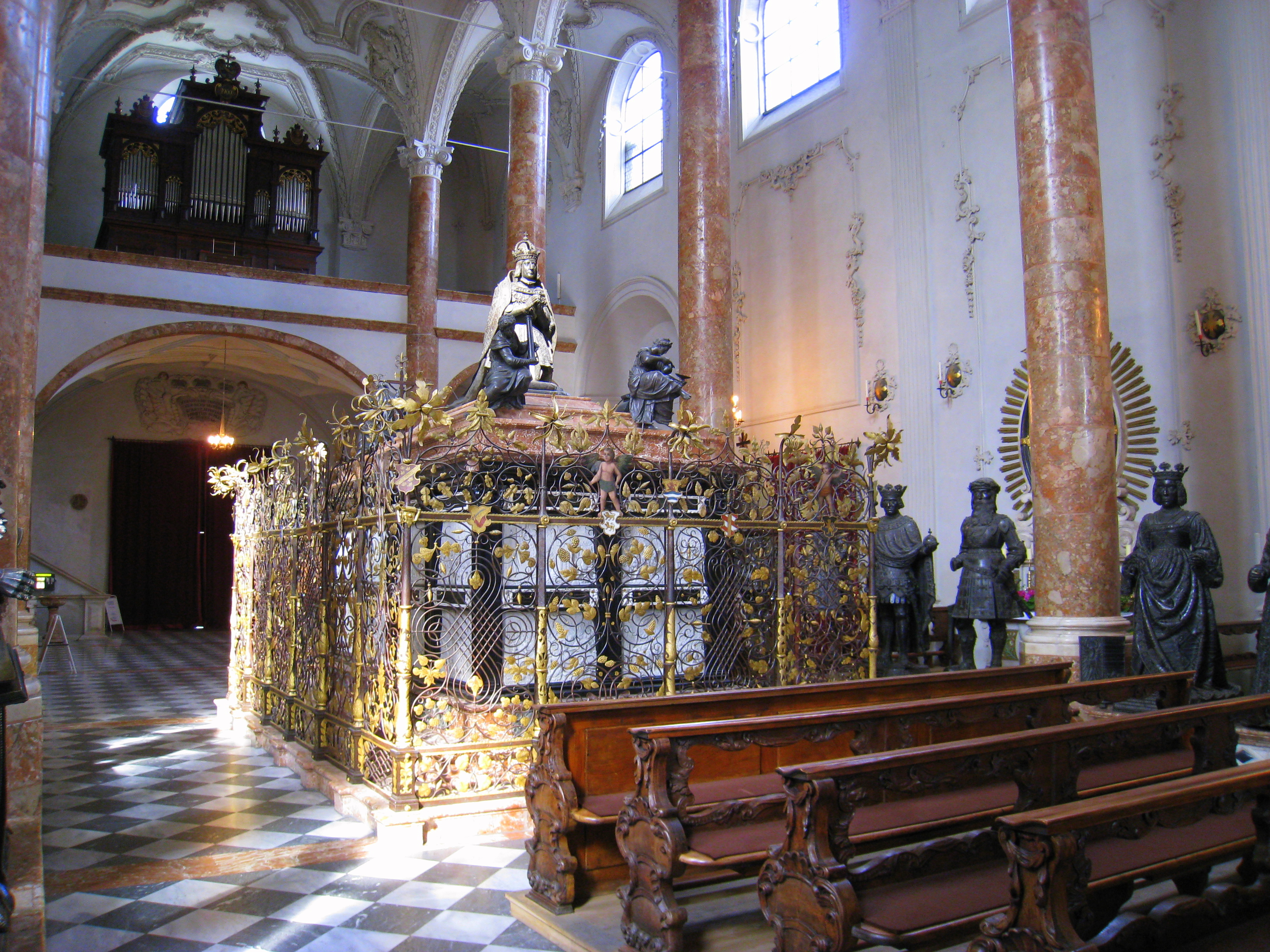
Grabmal Kaiser Maximilians, dahinter die Mauracher-Orgel
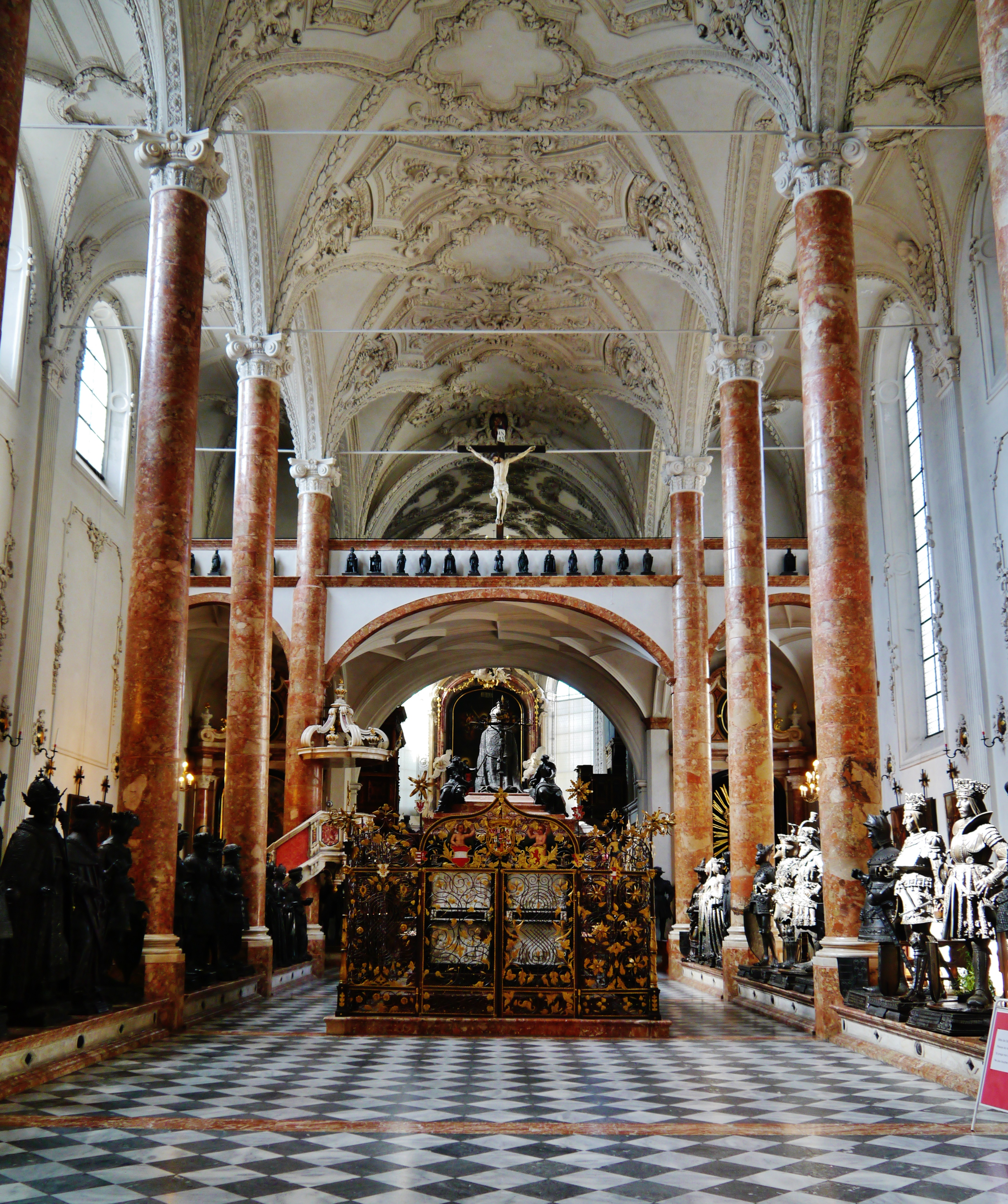
Blick vom Chor nach Westen
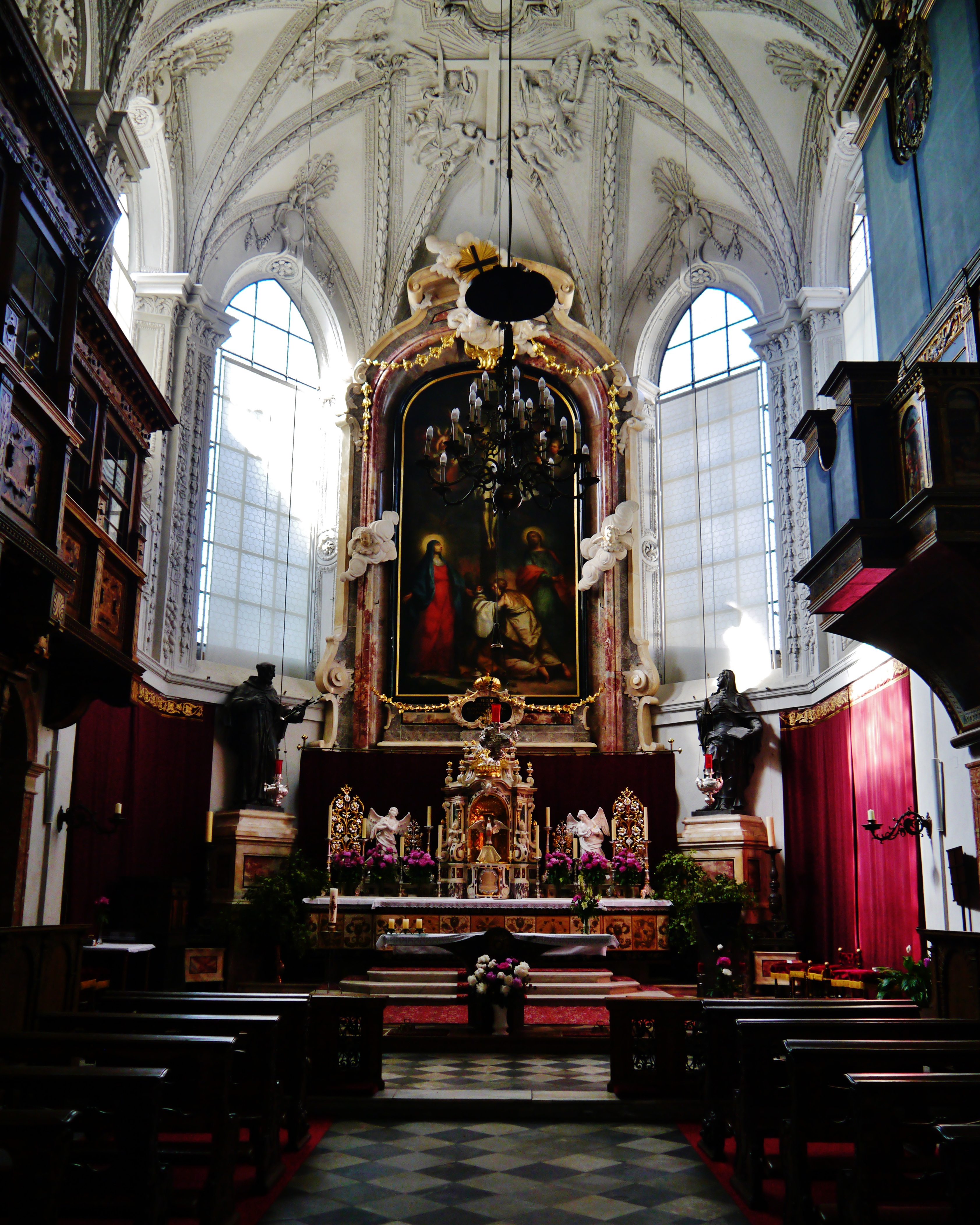
Chor mit Chorgestühl und Hochaltar
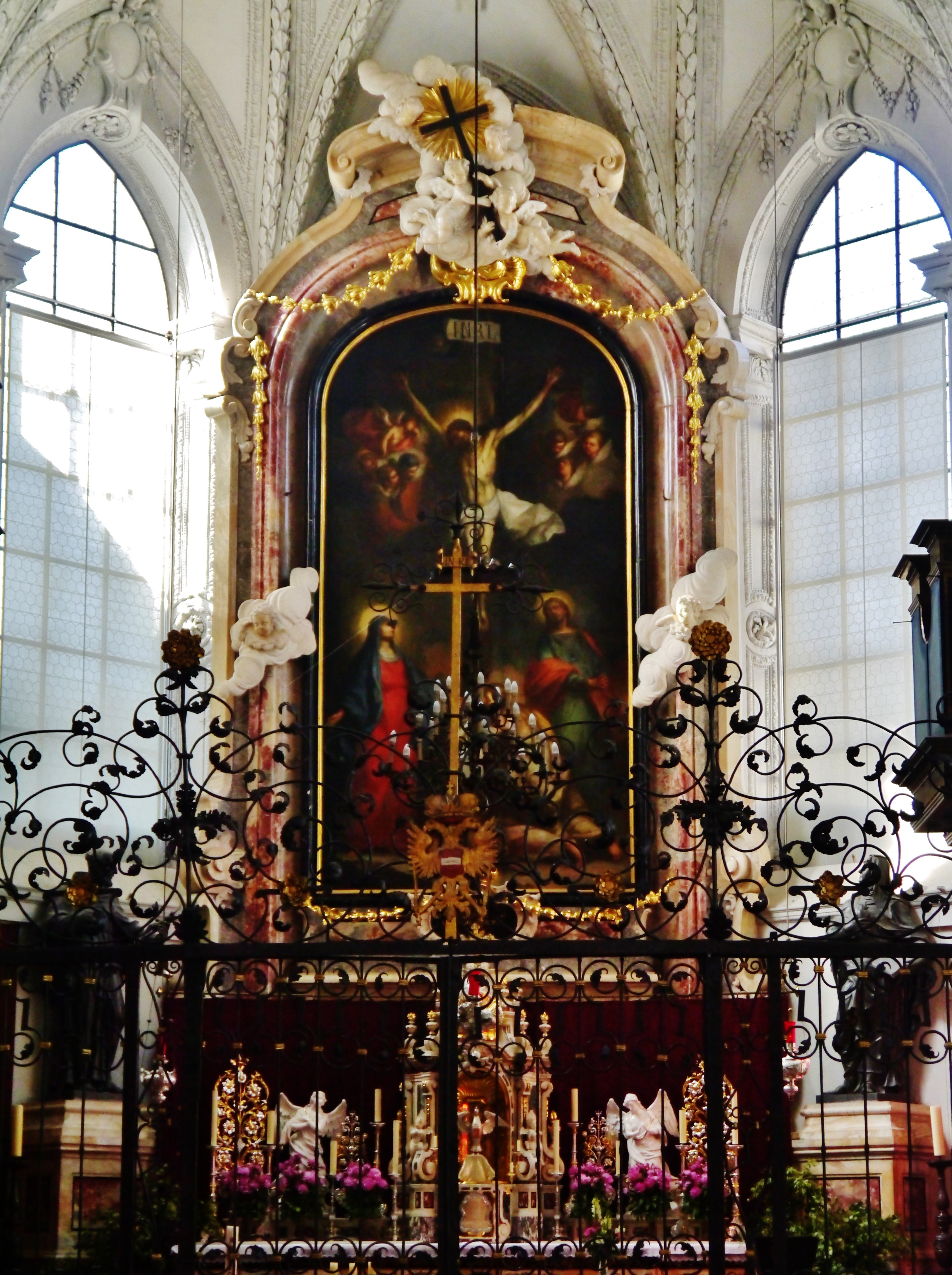
Hochaltar
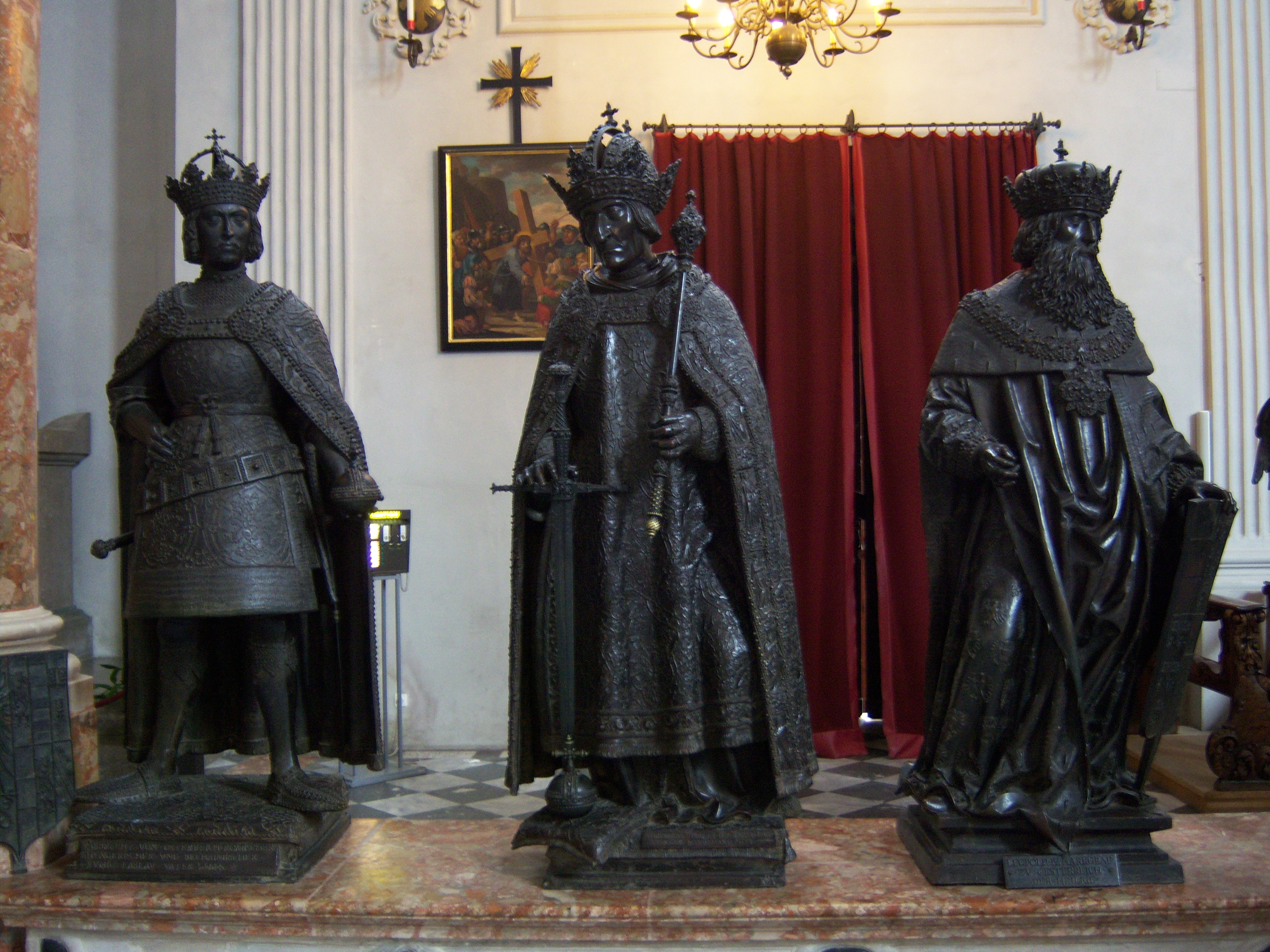
Bronzefiguren (Schwarzmander)

### Weitere Grabmäler
In der Hofkirche ist seit 1823 der Freiheitskämpfer Andreas Hofer begraben; sein Grabmal befindet sich im linken Seitenschiff und wurde nach einem Entwurf des Malers Johann Martin Schermer ausgeführt. Hofers Enkel Joseph (1823–1848) fiel im Vorfeld der Schlacht von Goito und wurde 1851 in der Hofkirche begraben. Auch Andreas Hofers Mitstreiter Josef Speckbacher, Joachim Haspinger und Kajetan Sweth sind hier begraben, ebenso wie seit 1935 Georg Hauger, der 1823 die Gebeine Hofers aus Mantua nach Tirol überführt hatte.
Über dem Stiegenaufgang zu der an die Hofkirche angeschlossenen „Silbernen Kapelle“ befindet sich das Grabmal der Katharina Loxan, einer Tante Philippine Welsers. Der Sarkophag stammt von Alexander Colin, das dazugehörige Schmiedeeisengitter von Paulus Kien (1582).

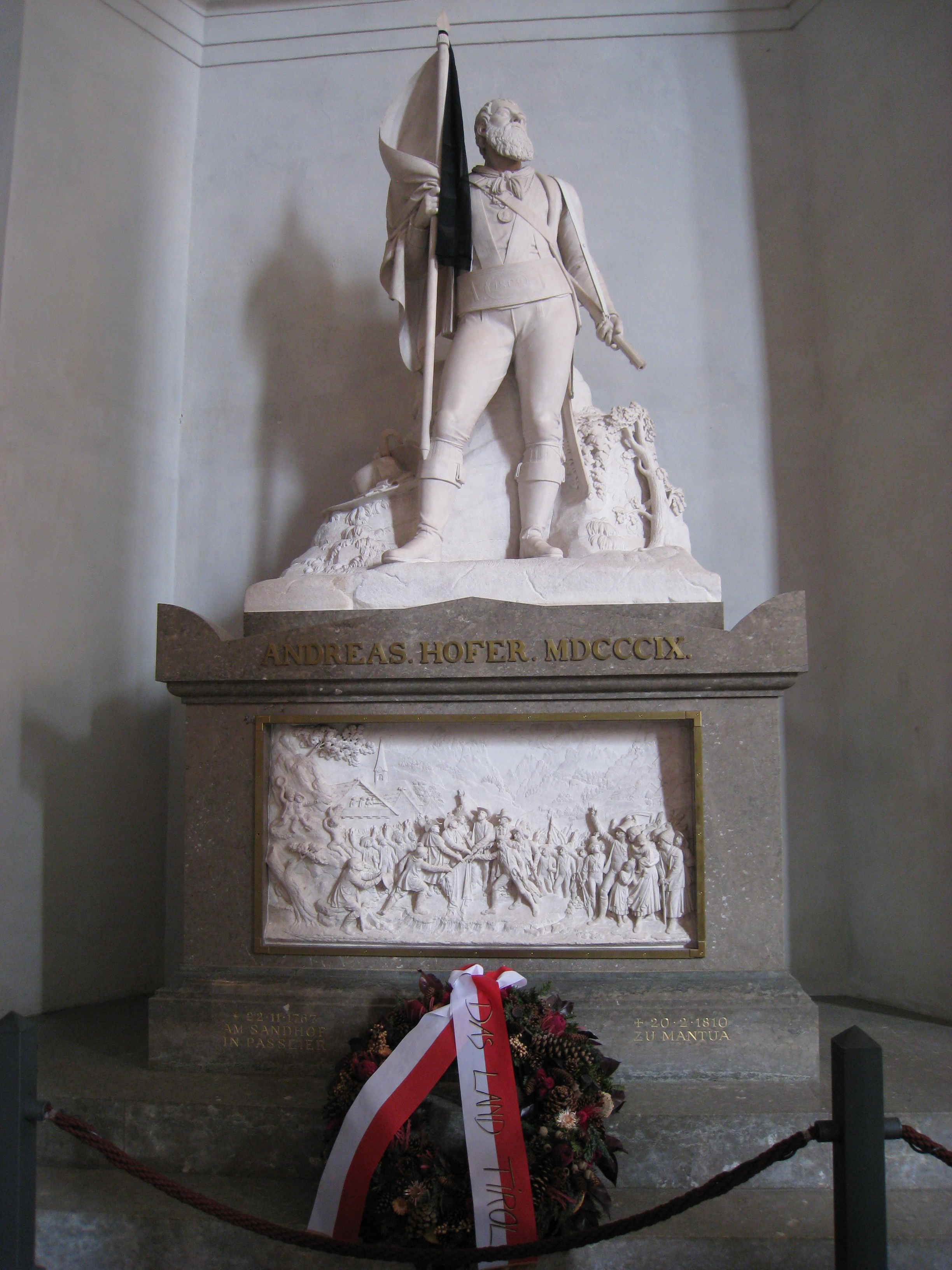
Grabmal Andreas Hofers
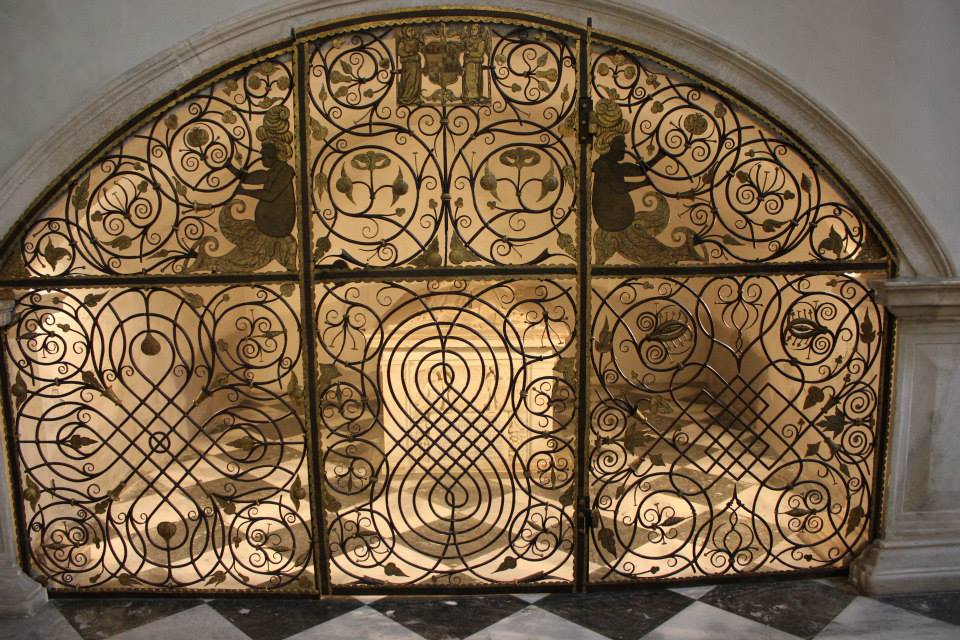
Stiegenaufgang zur „Silbernen Kapelle“
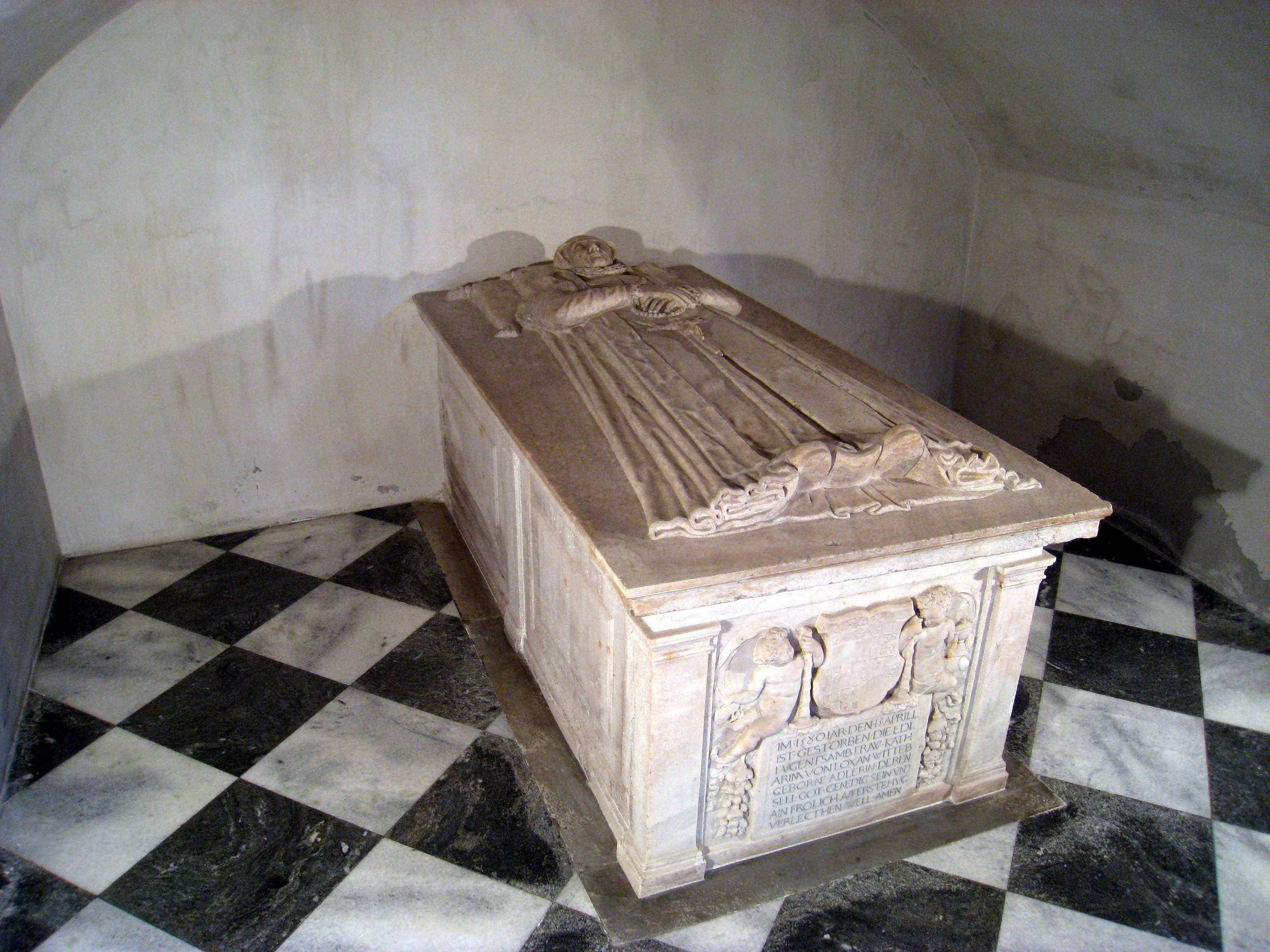
Grabmal Katharina Loxans
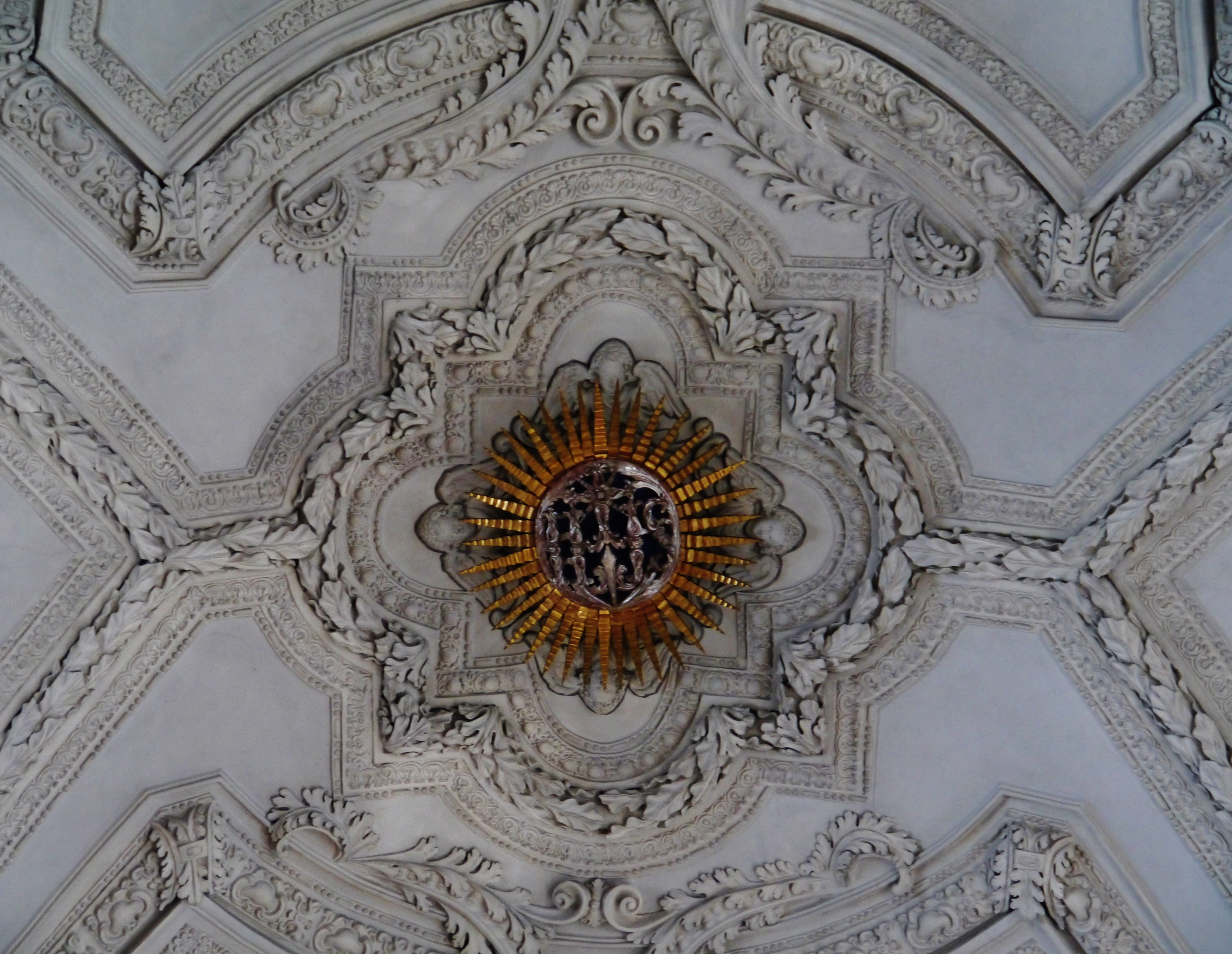
Gewölbe der Hofkirche

### Silberne Kapelle
Die „Silberne Kapelle“ befindet sich im Stockwerk über der Kirche und liegt über dem ehemaligen Stadtgraben (heute Durchfahrt). Erzherzog Ferdinand II. ließ sie in den Jahren 1577 bis 1578 von Hofbaumeister Hans Lucchese als Grabkapelle für sich und seine Gemahlin Philippine Welser erbauen und 1587 erweitern. Die Kapelle, benannt nach dem „Silberaltar“ mit silbergetriebener Madonna und deren Symbolen, besteht aus zwei durch ein Gitter getrennten Räumen. Sie beherbergt neben den beiden Grabmälern aus Marmor von Alexander Colin eine italienische Orgel (~1580) mit beinahe ausschließlich Pfeifen aus Holz (Organo di legno). 1993 und 1998 wurden Restaurierungen durchgeführt (Pierpaolo Donati und Jürgen Ahrend).

## Orgeln

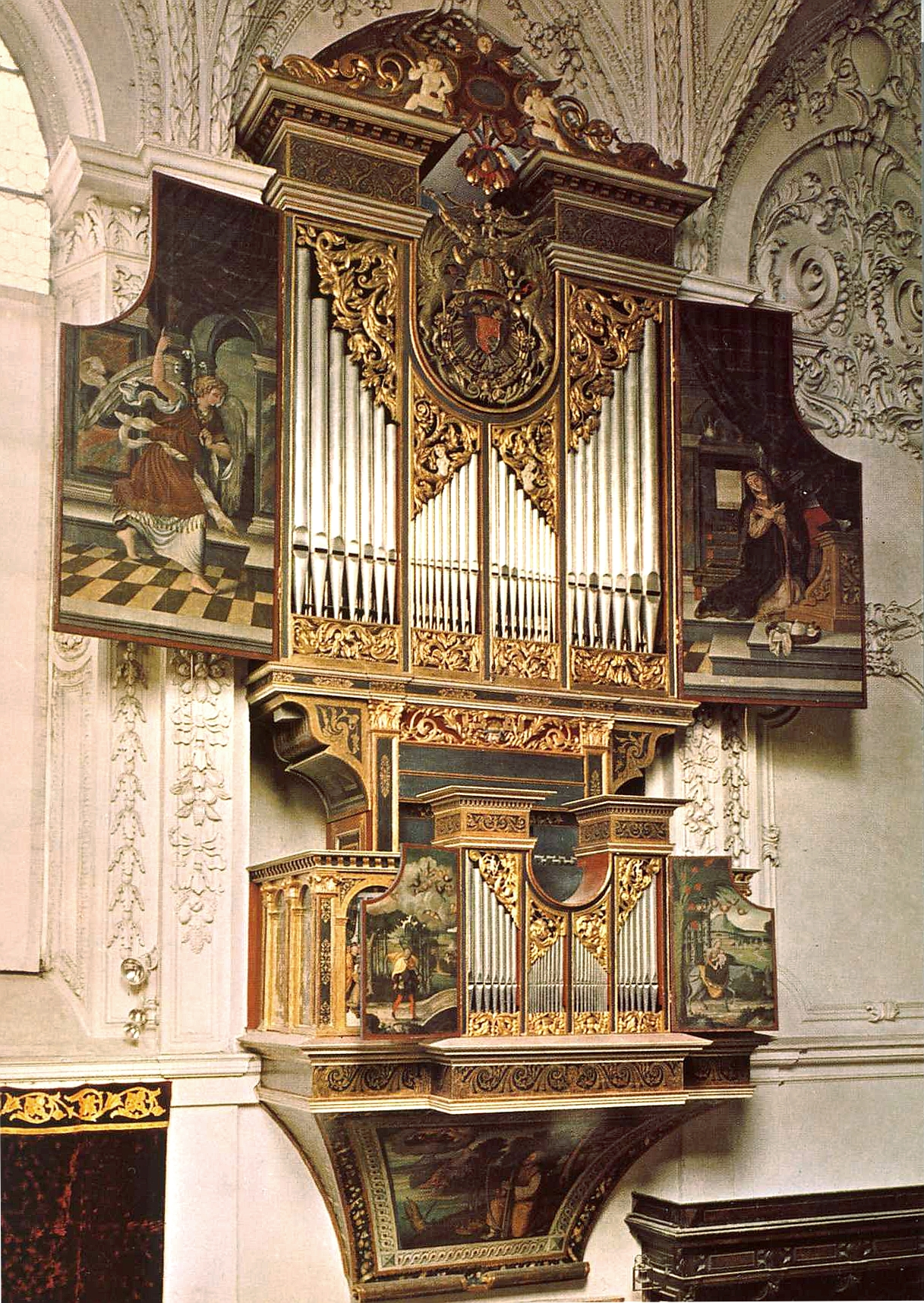
Ebert-Orgel, erbaut ab 1555

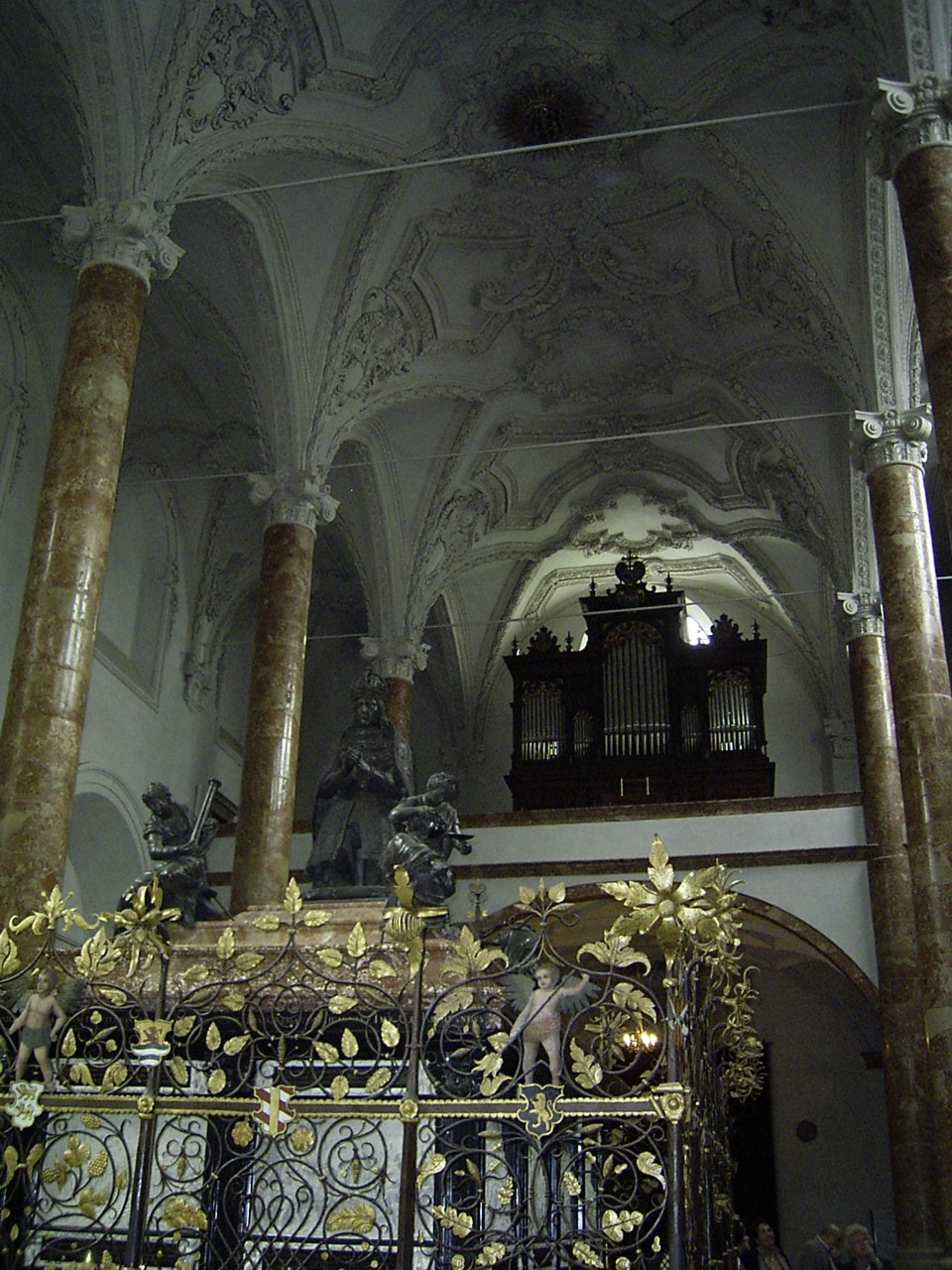
Blick zur Empore mit der Mauracher-Orgel, erbaut um 1900

In der Hofkirche befinden sich zwei Orgeln, eine von Jörg Ebert und eine von Hans Mauracher:

### Chororgel von Jörg Ebert
Die Schwalbennestorgel der Hofkirche wurde in den Jahren 1555 bis 1561 von Jörg Ebert erbaut. Sie verfügt über 15 Register auf zwei Manualen und angehängtem Pedal. Sie ist die größte, nahezu unversehrt erhaltene Renaissanceorgel Österreichs – siehe dazu Ebert-Orgel der Hofkirche Innsbruck.

### Hauptorgel
Die Orgel auf der nördlichen Empore der Hofkirche wurde im Jahr 1900 von k. u. k. Orgelbaumeister Hans Mauracher (1847–1900) in Salzburg-Parsch erbaut und wird zu den Messen gespielt. Sie hat eine pneumatische Traktur und 23 Register auf zwei Manualen und Pedal. Das Instrument wurde 2005 restauriert und stellt eines der wenigen Klangdokumente der deutschen Spätromantik in der Tiroler Landeshauptstadt dar.

## Glocken
Im Turm der Hofkirche befindet sich ein historisch wertvolles Glockenensemble bestehend aus fünf Glocken. Zwei Glocken entstammen dem Glockengießer Friedrich Reinhart, wiederum zwei weitere der Glockengießerfamilie Löffler. Eine weitere Glocke goss Johann Heinrich Wickrath.
| Nr. | Gießer      | Gussjahr | Nominal |
| --- | ----------- | -------- | ------- |
| 1   | F. Reinhart | 1629     | c'      |
| 2   | Löffler     | 1560     | e'      |
| 3   | Löffler     | 1560     | a'      |
| 4   | Wickrath    | 1692     | c"      |
| 5   | F. Reinhart | 1633     | g"      |

## Franziskanerkloster Innsbruck
Der Hofkirche ist ein Kloster angeschlossen, das seit der Erbauung im 16. Jahrhundert von Franziskanern geführt wurde und daher als Franziskanerkloster bekannt ist. Den Franziskanern oblag auch die Seelsorge in der Hofkirche. Am 31. August 2021 wurde der Öffentlichkeit mitgeteilt, dass, nach fast 500 Jahren aus Mangel an Nachwuchs, die Franziskaner die Hofkirche verlassen werden. Auf Bitte des Bischofs von Innsbruck haben zum Oktober 2021 die Kapuziner die Verantwortung für die Seelsorge an der Hofkirche übernommen.

## Besuch der Kirche
Der Haupteingang befindet sich in der Universitätsstraße, schräg gegenüber der Innsbrucker Hofburg.
Der Zutritt zur Kirche ist nur durch das angeschlossene Volkskunstmuseum des Tiroler Landesmuseums gegen Entrichtung einer Eintrittsgebühr möglich.